# Первенство СССР между командами союзных республик по шахматам 1962
Первенство СССР между командами союзных республик по шахматам 1962 года — 8-е первенство.
Составы групп были сформированы по результатам командного чемпионата 1960 г.: тогда класс сильнейших покинули сборные Грузинской и Азербайджанской ССР, а сборные Литовской и Молдавской ССР заняли их места.
Игра велась на 10 досках. В состав команды входили 6 мужчин (+ 1 запасной), 1 юноша, 2 женщины, 1 девушка.

## Итоговые результаты

### Группа «А»
Турнир проходил в Ленинграде с 20 октября по 2 ноября.
Как и в предыдущем чемпионате, борьба за медали развернулась между сборными Ленинграда, Москвы и РСФСР. После 5 туров впереди были ленинграды, выигравшие 4 матча с крупным счетом. В 6-м туре сборные Ленинграда и РСФСР сыграли между собой вничью, что дало возможность команде Москвы, разгромившей сборную Молдавской ССР, вплотную подобраться к лидировавшей ленинградской команде. Драматические события развернулись в 7-м туре. Ленинградская команда разгромила сборную Литовской ССР, а команда Москвы к перерыву имела в матче с латвийской сборной 4 отложенные партии при счете 3 : 3. Ожидаемый итог матча — 5 : 5. В 8-м туре Москва и Ленинград в ожесточенной борьбе пришли к ничейному результату, а команда РСФСР смогла добиться крупной победы над эстонской сборной. После этого состоялось доигрывание отложенных партий, принесшее сборной Москвы 3 поражения и проигрыш матча сборной Латвийской ССР. В результате перед последним туром лидировала команда РСФСР, имевшая 48½ очков. На 1½ очка меньше было у сборной Ленинграда, при этом сборная РСФСР уже закончила соревнование, а ленинградцы имели в запасе матч с командой Украинской ССР. В итоге матч закончился минимальной победой ленинградских шахматистов, которым этого результата с избытком хватило для завоевания золотых медалей. Москвичи, имевшие после 8-го тура 42½ очка, могли взять серебро, если бы обыграли белорусскую сборную со счетом 6½ : 3½, но поражение от Латвийской ССР настолько повлияло на московских шахматистов, что они проиграли и этот матч. Борьбы за «выживание» в этом турнире не получилось: сборные Литовской и Молдавской ССР с большим отставанием заняли два последних места и выбыли из элитного дивизиона (поскольку следующий турнир сборных республик прошел в рамках Спартакиады народов СССР, это обстоятельство повлияло только на посев команд в полуфинальных турнирах).
|   | Участник        | 1  | 2  | 3  | 4  | 5  | 6  | 7  | 8  | 9  |  | Очки | Место |  | № по жр. |
| - | --------------- | -- | -- | -- | -- | -- | -- | -- | -- | -- |  | ---- | ----- |  | -------- |
| 1 | Ленинград       |    | 5  | 5  | 6½ | 6½ | 5½ | 7½ | 8½ | 8  |  | 52½  | 1     |  | 2        |
| 2 | РСФСР           | 5  |    | 5½ | 7  | 5½ | 7  | 6½ | 5  | 7  |  | 48½  | 2     |  | 5        |
| 3 | Москва          | 5  | 4½ |    | 3½ | 4  | 6  | 7  | 8  | 8½ |  | 46½  | 3     |  | 7        |
| 4 | Латвийская ССР  | 3½ | 3  | 6½ |    | 7  | 4½ | 6  | 7  | 7½ |  | 45   | 4     |  | 1        |
| 5 | Белорусская ССР | 3½ | 4½ | 6  | 3  |    | 5  | 5  | 7  | 6½ |  | 40½  | 5—6   |  | 3        |
| 6 | Украинская ССР  | 4½ | 3  | 4  | 5½ | 5  |    | 5  | 7  | 6½ |  | 40½  | 5—6   |  | 8        |
| 7 | Эстонская ССР   | 2½ | 3½ | 3  | 4  | 5  | 5  |    | 6  | 4  |  | 33   | 7     |  | 4        |
| 8 | Литовская ССР   | 1½ | 5  | 2  | 3  | 3  | 3  | 4  |    | 7  |  | 28½  | 8     |  | 6        |
| 9 | Молдавская ССР  | 2  | 3  | 1½ | 2½ | 3½ | 3½ | 6  | 3  |    |  | 25   | 9     |  | 9        |

### Составы команд
Запасные участники отмечены звездочками. В скобках приводятся индивидуальные результаты. Если участник сыграл все 8 партий, то их количество не указывается.

#### Ленинград
Спасский (6), Корчной (5), Тайманов (4 из 6), Б. Владимиров (4½), Корелов (4), Оснос (4½), Толуш* (1 из 2), Файбисович (5½), Вольперт (5), Бишард (7½), Кристол (5½)

#### РСФСР
Полугаевский (5), Холмов (4½), Крогиус (3 из 7), Антошин (5 из 7), Лейн (6), Шестопёров (6), Г. Борисенко* (½ из 2), А. Захаров (5½), В. Борисенко (4½), Козловская (4), Коноплёва (4½)

#### Москва
Смыслов (5), Бронштейн (4 из 7), Авербах (5 из 7), Васюков (4 из 7), Котов (5½ из 7), Аронин (3 из 7), Шамкович* (3½ из 5), Дубинский (3), Кушнир (5½), Л. Белавенец (3½), Стернина (4½)

#### Латвийская ССР
Таль (4½), Гипслис (5½), Клован (6), Зильбер (5½), Петерсон (4½), В. Журавлев (½ из 3), Клявиньш* (2½ из 5), Витолиньш (3½), Нахимовская (4), Лауберте (3), Эргле (5½)

#### Белорусская ССР
Болеславский (4½), Суэтин (5), Вересов (4½), Ройзман (3½), Сайгин (1½ из 7), Шагалович (3 из 7), Стругач* (½ из 2), Капенгут (5), Зворыкина (3), Арчакова (5), Головей (5)

#### Украинская ССР
Геллер (5 из 7), Штейн (2½ из 6), Гуфельд (5 из 7), Банник (4½), Николаевский (4), Новопашин (4 из 6), Коц* (2½ из 6), Тукмаков (2½), Малинова (3), Якир (4), Бенько (3½)

#### Эстонская ССР
Керес (3½ из 5), Ней (3), Хеуэр (2½), Этрук (5), Кярнер (3 из 7), Лудольф (3½), Луйк* (1½ из 4), Вооремаа (4), Роотаре (3½), Куре (3), Саммуль (½)

#### Литовская ССР
Микенас (1½), Маслов (2½), Чеснаускис (2½), Барстатис (2), Остраускас (2), Вистанецкис (4), Кример* (не играл), Бутнорюс (4½), Шпикене (3), Эпштейнайте (1½), Т. Морозова (4½)

#### Молдавская ССР
Шофман (0), И. Мосионжик (1½), Нафталин (1½ из 7), Берсутский (1½ из 7), И. Злотник (3), Мосьпан (3½), Нижберг* (0 из 2), Гойхман (2½), Б. Мосионжик (4½), Штерн (4½), Лизунова (2½)

### Лучшие индивидуальные результаты
При определении лучшего результата учитывались процентные показатели.
1. Спасский (Ленинград) — 6 из 8;
2. Гипслис (Латвийская ССР) — 5½ из 8;
3. Клован (Латвийская ССР) — 6 из 8;
4. Антошин (Москва) — 5 из 7;
5. 5. Котов (Москва) — 5½ из 7;
6. Шестоперов (РСФСР) — 6 из 8;
7. А. Захаров (РСФСР) и Файбисович (Ленинград) — по 5½ из 8;
8. Кушнир (Москва) — 5½ из 8;
9. Бишард (Ленинград) — 7½ из 8;
10. Кристол (Ленинград) — 5½ из 8.

Лучший результат среди запасных участников показал Шамкович (Москва) — 3½ из 5.

### Группа «Б»
Турнир второго по силе дивизиона прошел в Алма-Ате с 15 по 27 октября. Сборные Азербайджанской и Грузинской ССР вернули свои места в классе сильнейших, утраченные в прошлом чемпионате. Конкуренцию за выходящие места им смогла составить только сборная Узбекской ССР.
1. Азербайджанская ССР — 47 очков из 70;
2. Грузинская ССР — 43½;
3. Узбекская ССР — 41;
4. Казахская ССР — 37½;
5. Армянская ССР — 35½;
6. Таджикская ССР — 30;
7. Туркменская ССР — 25½;
8. Киргизская ССР — 20.

### Лучшие индивидуальные результаты
1. Багиров (Азербайджанская ССР) — 5½ из 8;
2. Халилбейли (Азербайджанская ССР) — 5 из 8;
3. В. Макогонов (Азербайджанская ССР) — 5½ из 8;
4. Джаноев (Грузинская ССР) — 6 из 8;
5. Чиковани (Грузинская ССР) и Хасидовский (Узбекская ССР) — по 5½ из 8;
6. Раппопорт (Азербайджанская ССР) и Ю. Никитин (Казахская ССР) — по 5½;
7. Заманов (Азербайджанская ССР) — 5½ из 8;
8. Какабадзе (Грузинская ССР) — 6½ из 8;
9. Бояхчян (Армянская ССР) — 5 из 8;
10. Артамонова (Узбекская ССР) — 5½ из 8.